# Yuji Kunimoto
Yuji Kunimoto (en japonés: 国本 雄資; Yokohama, 12 de septiembre de 1990) es un piloto de automovilismo japonés. En 2010 se proclamó campeón en el Campeonato Japonés de Fórmula 3 y en 2016 en la Super Fórmula.

## Carrera deportiva

### Primeros años
Kunimoto hizo su debut en el automovilismo en karting en 2000, en el que permaneció activo hasta 2006. En 2007 hizo su debut en carreras de fórmula en el Formula Challenge Japan, ganó tres carreras y terminó cuarto en la general. En 2008 se mantuvo activo en esta clase; esta vez ganó ocho carreras y se coronó campeón. Al final de la temporada, corrió en la Fórmula BMW Pacific en Macao con ART Motorsport y terminó la carrera en quinto lugar.
En 2009, Kunimoto corrió un programa dual en el Campeonato Japonés de Fórmula 3 con Petronas Team TOM'S y en la clase GT300 de Super GT con APR. En Fórmula 3, ganó cuatro carreras en Autopolis (dos veces), Fuji Speedway y Sportsland SUGO y logró otros siete podios, lo que lo colocó tercero en la clasificación detrás de Marcus Ericsson y Takuto Iguchi con 97 puntos. En Super GT, condujo un Toyota Corolla Axio junto a Iguchi y terminó décimo en el campeonato con 32 puntos con un mejor resultado de cuarto en el Suzuka International Racing Course. Al final del año, condujo para NOW Motor Sports en el Gran Premio de Macao y terminó noveno. En 2010 en la Fórmula 3 Japonesa, Kunimoto ganó las primeras diez carreras de la temporada, seguidas de dos podios más, lo que lo convirtió en el campeón convincente con 139 puntos. En Super GT consiguió su primera victoria en Fuji con Iguchi, seguida de otro podio en el Circuito Internacional de Sepang. Como resultado, el dúo terminó quinto en la clasificación con 47 puntos. Al final de la temporada, condujo para TOM'S en el Gran Premio de Macao, terminando 16º.

### Super Fórmula y Super GT Japonés
En 2011, Kunimoto pasó a la Fórmula Nippon, donde condujo para Project μ/cerumo・INGING, y continuó compitiendo en Super GT (GT300). En la Fórmula Nippon, el cuarto puesto en el Twin Ring Motegi fue su mejor resultado, acabando décimo en la clasificación final con 6,5 puntos. En Super GT ahora compartía coche con Morio Nitta, con quien logró un podio en SUGO y fue séptimo en la clasificación con 38 puntos.
En 2012 en la Fórmula Nippon, Kunimoto logró dos octavos lugares en Autopolis y Fuji para terminar 13º en el campeonato por 2 puntos. En Super GT ascendió a la clase GT500, compartiendo un Lexus SC430 con Andrea Caldarelli para el Lexus Team Keeper Kraft. El dúo logró un podio en Fuji, pero no puntuaron de manera constante durante el resto de la temporada, colocándolos decimoterceros en la clasificación final con 28 puntos. Al año siguiente, Formula Nippon cambió su nombre a Super Formula, en el que Kunimoto siguió conduciendo para INGING. Un cuarto lugar en Sportsland SUGO fue su mejor resultado, colocándolo décimo en la clasificación final por 10 puntos, pero al final de la temporada ganó la carrera fuera del campeonato en Fuji. En Super GT se pasó al Lexus Team LeMans ENEOS, donde compartió coche con Kazuya Oshima. Consiguieron un podio en Fuji y ganaron la final de temporada en Motegi, colocándose quintos en la clasificación final con 52 puntos.
En 2014, Kunimoto logró su primer podio en Super Fórmula con el tercer lugar en Fuji y el segundo lugar en Autopolis para terminar séptimo en la clasificación del campeonato con 19,5 puntos. En Super GT, logró podios con Oshima en un Lexus RC F en las dos primeras carreras en el Circuito Internacional de Okayama y Fuji Speedway, terminando séptimo en la clasificación con 44 puntos. Al año siguiente, un cuarto lugar en Fuji fue el mejor resultado de Kunimoto en Super Fórmula, colocándolo noveno en la clasificación con 7,5 puntos. En Super GT logró un podio con Oshima en el Circuito Internacional de Chang, finalizando noveno en el campeonato con 32 puntos.
En 2016, Kunimoto tuvo una temporada exitosa en Super Formula con dos victorias en Okayama y Suzuka y otros dos podios en los mismos circuitos. Con 33 puntos se coronó campeón de la categoría. En Super GT se pasó al Lexus Team WedsSport Bandoh, donde compartió coche con Yuhi Sekiguchi. El dúo ganó una carrera en Chang y obtuvo otro podio en el final de temporada en Motegi para terminar cuarto en la clasificación final con 58 puntos.

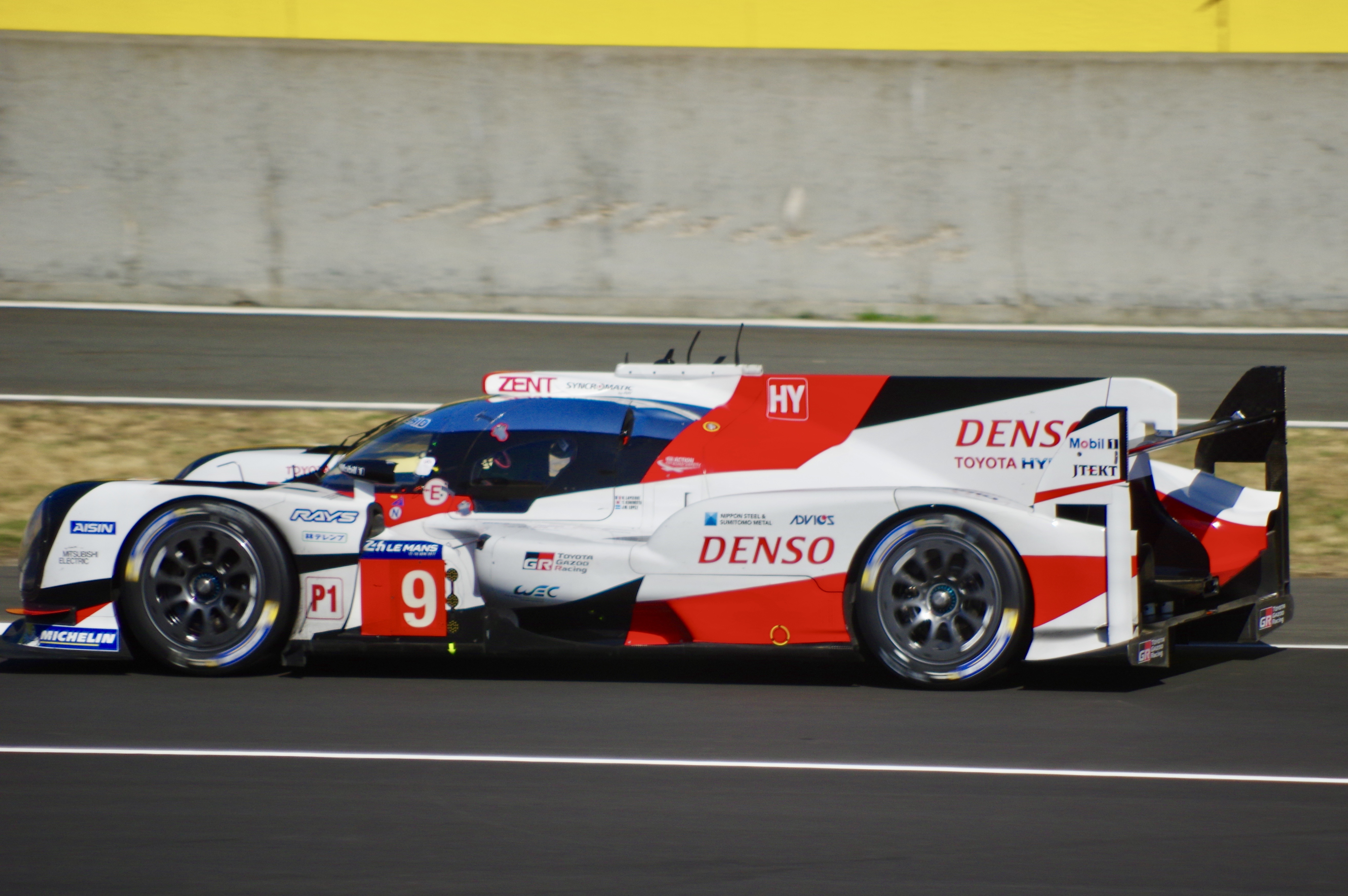
Toyota Gazzo Racing número 9, con el que Kunimoto compitió en Le Mans.

En 2017, Kunimoto subió al podio en la apertura de la temporada de Super Formula en Suzuka, pero fue menos consistente durante el resto de la temporada, terminando octavo en la clasificación final con 16 puntos. En Super GT pasó al Lexus Team WedsSport Bandoh, donde compartió un Lexus LC 500 con Sekiguchi. Con un sexto puesto en Okayama como su mejor resultado, terminó decimocuarto en la clasificación final con 22 puntos. También participó en dos carreras de la clase LMP1 del Campeonato Mundial de Resistencia de la FIA con Toyota Gazoo Racing. En la primera carrera en Spa-Francorchamps finalizó quinto en la categoría con Nicolas Lapierre y Stéphane Sarrazin, mientras que en la segunda carrera de ese año, las 24 Horas de Le Mans, con Lapierre y José María López, no pudo terminar la carrera porque de un pinchazo.
En 2018, Kunimoto terminó en el podio de Super Formula en Fuji para terminar octavo en la clasificación del campeonato con 11,5 puntos. En Super GT compartió coche con Kenta Yamashita, con quien logró dos podios en Chang y Autopolis. Esto colocó al dúo undécimo con 32 puntos. Al año siguiente, Kunimoto se mudó a Kondō Racing en Super Formula, pero logró solo dos puntos con un sexto resultado en la apertura de la temporada en Suzuka. Con 5 puntos terminó decimosexto en la clasificación final. En Super GT compartió coche con Sho Tsuboi, con quien consiguió un podio en Chang. Con 27,5 puntos, el dúo terminó undécimo en el campeonato.
En 2020, Kunimoto se cambió al equipo carrozzeria Team KCMG en Super Formula. Obtuvo un podio en Suzuka y terminó noveno en la clasificación con 29 puntos. En el Super GT pasó al equipo Toyota Gazoo Racing Team WedsSport BANDOH, compartiendo coche con Ritomo Miyata en un Toyota GR Supra GT500. Con un séptimo lugar en Fuji como mejor resultado, el dúo terminó decimoséptimo en la clasificación final con 10 puntos.
En 2021, Kunimoto competirá en Super Formula con el carrozzeria Team KCMG y en Super GT con TGR Team WedsSport Bandoh junto a Miyata.

## Vida personal
Su hermano Keisuke Kunimoto también es piloto de carreras.